# سيباستيان كارول
سيباستيان كارول (8 سبتمبر 1982 في فرنسا - ) (بالفرنسية: Sébastien Carole)‏ هو لاعب كرة قدم فرنسي في مركز الوسط. شارك مع منتخب فرنسا تحت 17 سنة لكرة القدم ومنتخب مارتينيك لكرة القدم. أما مع النوادي، فقد لعب مع برايتون أند هوف ألبيون وليدز يونايتد ونادي بوري ونادي ترانمير روفرز لكرة القدم ونادي شاتورو ونادي موناكو ونادي نيس ووست هام يونايتد ونادي جيزيلي ‏ وKnaresborough Town A.F.C. ‏ ونادي برادفورد بارك أفنيو ودارلينجتون إف سى.

## وصلات خارجية
- سيباستيان كارول على موقع قاعدة بيانات كرة القدم.إي يو (الإنجليزية)
- سيباستيان كارول على موقع ناشيونال فوتبول تيمز (الإنجليزية)
- سيباستيان كارول على موقع Soccerbase.com (لاعب) (الإنجليزية)
- سيباستيان كارول على موقع Soccerway.com (الإنجليزية)